# 小果山龙眼
小果山龙眼（学名：Helicia cochinchinensis），又名紅葉樹，为山龍眼科山龍眼屬下的一种小乔木。其叶長橢圓形或披針形，结球形坚果。因果实比山龍眼小而称小果山龙眼。

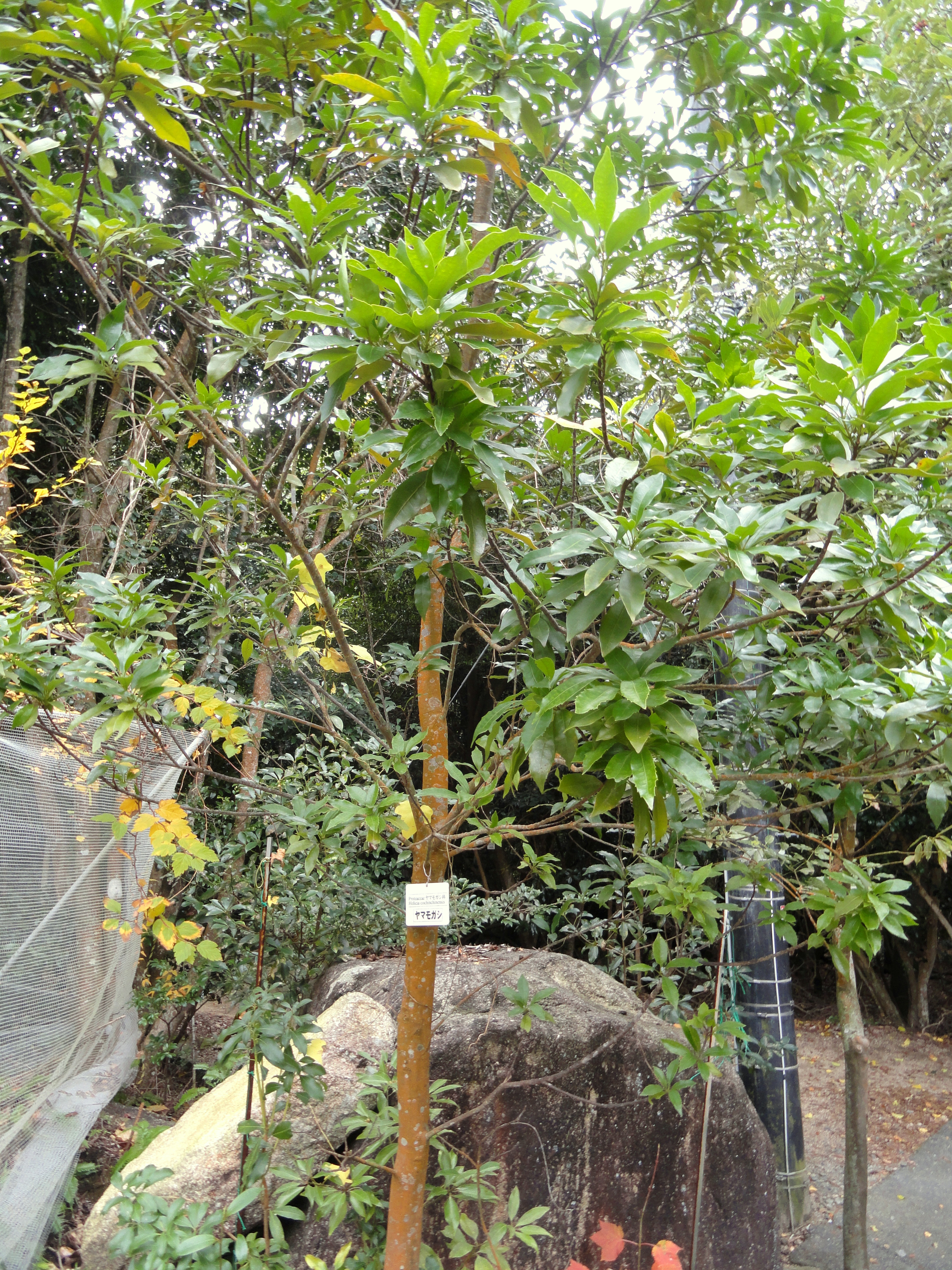
小树

## 扩展阅读
- 維基物種上的相關：紅葉樹